# MTV Asia Awards
Le semestriel MTV Asia Awards est l'équivalent asiatique de MTV Europe et MTV EMA. Fondé en 2002, il offre des récompenses pour la réalisation, le cinéma, la mode, et la musique. Tout comme l'EMA, la plupart des prix sont votés par les téléspectateurs. Le trophée le plus récent est une médaille d'or Toblerone. La forme jumelle de prisme représente la lettre M et un double A, les acronymes  de MTV Asia Awards.
MTV Asia Awards n'a pas eu lieu en 2007 et a été abandonné depuis 2009.
| Année | Thème           | Host city         | Lieux                                         | Invités                       |
| ----- | --------------- | ----------------- | --------------------------------------------- | ----------------------------- |
| 2008  | M is back!      | Genting Highlands | Arena of Stars                                | Jared Leto et Karen Mok       |
| 2006  | Codehunters     | Bangkok           | Royal Paragon Hall, Siam Paragon, Siam Square | Leehom Wang et Kelly Rowland  |
| 2005  | MTV Asia Aid    | Bangkok           | Impact Arena, Muang Thong Thani               | Alicia Keys                   |
| 2004  | Valentine's Day | Singapour         | Singapore Indoor Stadium                      | Vanness Wu et Michelle Branch |
| 2003  | MTV Cube        | Singapour         | Singapore Indoor Stadium                      | Shaggy et Coco Lee            |
| 2002  | Aliens          | Singapour         | Singapore Indoor Stadium                      | Mandy Moore et Ronan Keating  |

## Catégories

### Awards Asie
- MTV Asia Award for Favorite Artist Mainland China
- MTV Asia Award for Favorite Artist Hong Kong
- MTV Asia Award for Favorite Artist India
- MTV Asia Award for Favorite Artist Indonesia
- MTV Asia Award for Favorite Artist Korea
- MTV Asia Award for Favorite Artist Malaysia
- MTV Asia Award for Favorite Artist Philippines
- MTV Asia Award for Favorite Artist Singapore
- MTV Asia Award for Favorite Artist Taiwan
- MTV Asia Award for Favorite Artist Thailand

### Awards International
- Favorite International Artist in Asia (2008)
- Favorite Male Artist
- Favorite Female Artist
- Favorite Pop Act
- Favorite Rock Act
- Favorite Video / Video Star (2008)
- Favorite Breakthrough Artist / Breakthrough Artist (2008)
- The Innovation Award (2008)
- Best Hookup (2008)
- Bring Da House Down (2008)

## Récompenses spéciales
| Année | Award                                    | Destinataires                  |
| ----- | ---------------------------------------- | ------------------------------ |
| 2008  | Inspiration Award                        | Karen Mok                      |
| 2008  | edc Style Award                          | Panic at the Disco             |
| 2008  | Knockout Award                           | The Click Five                 |
| 2006  | The Style Award                          | Jolin Tsai                     |
| 2006  | Outstanding Achievement in Popular Music | Destiny's Child                |
| 2006  | The Inspiration Award                    | Bird (Bird McIntyre)           |
| 2006  | Breakthrough Collaboration (Japan)       | Teriyaki Boyz                  |
| 2005  | The Asian Film Award                     | Crazy Kung-Fu                  |
| 2005  | Style Award                              | Nigo (A Bathing Ape)           |
| 2005  | Inspiration Award                        | 2004 Tsunami.                  |
| 2004  | The Asian Film Award                     | Michelle Yeoh                  |
| 2004  | The Lifetime Achievement Award           | Mariah Carey                   |
| 2004  | Inspiration Award                        | Anita Mui                      |
| 2004  | Favorite Breakthrough Artist             | t.A.T.u.                       |
| 2004  | Most Influential Artiste Award           | BoA                            |
| 2003  | The Asian Film Award                     | Sanjay Leela Bhansali's Devdas |
| 2003  | The Style Award                          | Avril Lavigne                  |
| 2003  | The Inspiration Award                    | F4 (groupe)                    |
| 2002  | Favourite Film                           | Crouching Tiger, Hidden Dragon |
| 2002  | Favourite Fashion Designer               | Donatella Versace              |
| 2002  | Inspiration Award                        | Jackie Chan                    |
| 2002  | Favourite Indian Film Artist             | Jaane Kyon (Dil Chahta Hai)    |
| 2002  | Most Influential Artiste Award           | Ayumi Hamasaki                 |

## Palmarès 2002

### Meilleur film
- Pearl Harbor